# When Dream and Day Unite
When Dream and Day Unite is het eerste studioalbum van de progressieve metalband Dream Theater.
Het album werd opgenomen in de zomer van 1988 in de Kajem/Victory Studios in Gladwyne, Pennsylvania en is het enige album van Dream Theater met zanger Charlie Dominici.
Vijftien jaar nadat het album was uitgegeven, gaf de band een concert in Los Angeles, Californië, waarbij het album in zijn geheel werd gespeeld. Twee voormalige bandleden, Charlie Dominici en keyboardspeler Derek Sherinian traden op bij de twee toegiften van het concert. Het gehele optreden is opgenomen en werd later uitgeven op cd en dvd door het onafhankelijke label van de band, YtseJam Records, onder de titel When Dream And Day Reunite.
Ook ter ere van het 15-jarig bestaan van het album werd op 12 maart 2002 een 32-bit remaster van het album uitgegeven.

## Nummers
1. "A Fortune in Lies" – 5:12 (muziek: Dream Theater, tekst: Petrucci)
2. "Status Seeker" – 4:15 (muziek: Dream Theater, tekst: Dominici/Petrucci)
3. "Ytse Jam" – 5:43 (muziek: Dream Theater)
4. "The Killing Hand" – 8:40 (muziek: Dream Theater, tekst: Petrucci)
  - I. The Observance
  - II. Ancient Renewal
  - III. The Stray Seed
  - IV. Thorns
  - V. Exodus
5. "Light Fuse and Get Away" – 7:23 (muziek: Dream Theater, tekst: Moore)
6. "Afterlife" – 5:27 (muziek: Dream Theater, tekst: Dominici)
7. "The Ones Who Help to Set the Sun" – 8:04 (muziek: Dream Theater, tekst: Petrucci)
8. "Only a Matter of Time" – 6:35 (muziek: Dream Theater, tekst: Moore)

## Bandbezetting
- Charlie Dominici – zang
- Kevin Moore – keyboard
- John Myung – basgitaar
- John Petrucci – gitaar
- Mike Portnoy – drums